# Pietro Frosini
Pietro Frosini egentligt namn Pietro L. Giufrida, född 9 augusti 1885 i Mascalucia på Sicilien, död 29 september 1951 i Woodside New York USA, var en amerikansk dragspelsvirtuos och kompositör. Han utvandrade till USA 1903. 

## Biografi
Frosini började redan som barn spela dragspel och studerade i sin ungdom både kornett och piano vid konstkonservatoriet i Catania på Sicilien och Milanos musikkonservatorium. En dragspelare från Catania lärde honom den svåra bälgskakningskonsten; en framkallning av tremolo genom korta, snabba, in och ut-rörelser med bälgen, vilken han senare utvecklade till fulländning. 1905 gjorde han sin debut i Fresno i Kalifornien och blev en av de största vaudeville-artisterna med bälgskakning som specialitet. 
1914 uppträdde Frosini på Palace Theatre i Connecticut och träffade där sin blivande fru Alfride Larsen, en dansk invandrare med framgångar inom teatern. De blev genast förälskade och Alfride valde, efter en tid, att sluta inom teatern för att istället ta hand om sin älskade, Frosini, vars hälsa ofta var dålig.
1932 slutade Frosini med vaudeville-framträdanden, på grund av sin hälsa, och började istället framträda i radio och undervisa på sitt instrument. Nästan varje morgon kunde man höra Frosini spela på radiostationen WOR i New York, tillsammans med John Gamblings Orkester. Radioprogrammet kallades John Gamblings Musical Clock Show. 
En av Frosinis mest framstående elever hette Maddalena Belfiore. 18 år gammal studerade hon för "dragspelets trollkarl" vid Juilliard School of Music och Frosini uppkallade också en komposition efter henne; tarantellan Bel Fiore. Maddalena var 1971-1972 ordförande för dragspelsförbundet A.A.A, American Accordionists' Association. 
Frosini använde ett dragspel med melodibas och komponerade cirka 200 stycken för dragspel och några stycken för piano. Bland de mest kända kan nämnas: "Jolly Caballero", "Hot Points", ett arrangemang på "Carneval i Venedig", "Olivblommor", "Genom Parken", "Rag i D moll", "Coquette", "Dizzy Accordion", "Silver Moon", "Svensk italiensk mazurka", "Vårserenad", "La Mariposita" med flera.